# Губоревичи
Губоревичи (бел. Губарэвічы; ранее — Губаревичи) — деревня в Стреличевском сельсовете Хойникского района Гомельской области Республики Беларусь.

## География

### Расположение
В 8 км на юг от районного центра и железнодорожной станции Хойники (на ветке Василевичи — Хойники от линии Гомель — Калинковичи), в 111 км от Гомеля.

### Гидрография
На юге мелиоративный канал, соединённый с рекой Припять (приток реки Днепр).

## Транспортная сеть
Транспортные связи по просёлочной, а затем автодороге Хойники — Брагин. Планировка состоит из прямолинейной улицы, ориентированной с юго-востока на северо-запад. Застройка двусторонняя, деревянная, усадебного типа.

## История
Согласно письменным источникам известна с 1574 год как село Губаровичи, которое принадлежало князю Михаилу Вишневецкому и размещалось в Киевском воеводстве Королевства Польского. В 1683 году Губоревичи в Брагинском имении Яна Конецпольского, примерно с 1733 г. принадлежали князю Михалу Сервацыю Вишневецкому, а с 1754 г. — пану Францу Антонию Ракицкому и его потомкам. После 2-го раздела Речи Посполитой (1793 год) в составе Российской империи. В 1811 году село, во владении Ракицких. В 1879 году — в числе селений Стреличевского церковного прихода. В 1885 году Рождества-Богородицкая церковь. Согласно переписи 1897 года действовали церковь, школа грамоты, 2 ветряные мельницы; рядом находился одноимённый фольварк. В 1908 году в Микуличской волости Речицкого уезда Минской губернии.
С 8 декабря 1926 года до 30 декабря 1927 года центр Губоревичского сельсовета Хойникского района Речицкого с 9 июня 1927 года Гомельского округов. В 1930 году организован колхоз «Волна революции», работала кузница. 104 жителя погибли на фронтах Великой Отечественной войны. Согласно переписи 1959 года в составе совхоза «Стреличев» (центр — деревня Стреличев).

## Население
- 1850 год — 296 жителей, 38 дворов
- 1885 год — 270 жителей, 68 дворов
- 1897 год — 650 жителей, 103 двора (согласно переписи)
- 1908 год — 830 жителей, 130 дворов
- 1959 год — 756 жителей (согласно переписи)
- 2004 год — 70 жителей, 24 хозяйства
- 2021 год — 4 жителя, 3 хозяйства
- 2022 год — 6 жителей

## Известные уроженцы
- Марченко Владимир Никитович — полный кавалер ордена Славы.